# Schwarzendorf (Prackenbach)
Schwarzendorf (früher Schwatzendorf) ist ein Ortsteil der Gemeinde Prackenbach im niederbayerischen Landkreis Regen.

## Geographie
Der Weiler Schwarzendorf liegt zwischen den Ortsteilen Krailing und Viechtafell und hat (Stand 2022) acht Wohngebäude.

## Geschichte
Der Ort wird erstmals in einem Salbuch aus dem 13. Jahrhundert erwähnt. Ein Teil gehörte zur Hofmark Krailing, ein anderer gehörte den Zidmingern. 
Später gehörte das Dorf teilweise zur Hofmark Lichtenegg und zum Pfarrgotteshaus Prackenbach.